# کار اند درایور
کار اند درایور (انگلیسی: Car and Driver) یک مجلهٔ آمریکایی با موضوع خودرو است. مجموع تیراژ این مجله تاکنون ۱٫۲۳ میلیون نسخه بوده‌است. این مجله، که در ابتدا با عنوان اسپورتس کار ایلاستریتد پایه‌گذاری شد، متعلق به هرست کورپوریشین است که در سال ۲۰۱۱، مالک پیشین آن هچت فیلیپاچی مدیا را خریداری کرده‌بود. مجلهٔ کار اند درایور که دفتر مرکزی آن اکنون در نیویورک واقع شده‌است، تا پیش از استقرار در این شهر، در ان آربر، میشیگان مستقر بود.